# 巨爪地懶科
巨爪地懶科（學名：Megalonychidae）包含已絕種的巨爪地懶，最早出現在 3,500 萬年前漸新世的南阿根廷（巴塔哥尼亞），最遠曾經在中新世早期時分布至安地列斯群島。巨爪地懶科的物種在 900 萬年前透過島嶼跳轉的形式來到北美洲，遠早於巴拿馬地峽的形成。最早期的物種體型很小而且可能棲息於樹上，然而到了更新世晚期第四紀冰河時期，體型最大的傑氏巨爪地懶體長可達 3米（9.8英尺），且為完全陸生。一些分布在加勒比海群島上的物種有島嶼侏儒化的現象，或許保留了一定程度爬樹的能力。
以往透過形態學的比較，普遍認為加勒比地懶科與現存樹棲的二趾樹懶均屬於本科。然而膠原蛋白及粒線體DNA分子分析研究的結果卻顯示，加勒比地懶實屬於樹懶演化支的基群，而二趾樹懶則與磨齒獸科的親緣關係較近。巨爪地懶科、懶獸科、大地懶科與現存的三趾樹懶目前則分類至大地懶總科（ Megatheroidea）之下。
巨爪地懶科的地懶在更新世末期時絕種，在安地列斯群島群島上則有個體存活至西元前 5,000 年。

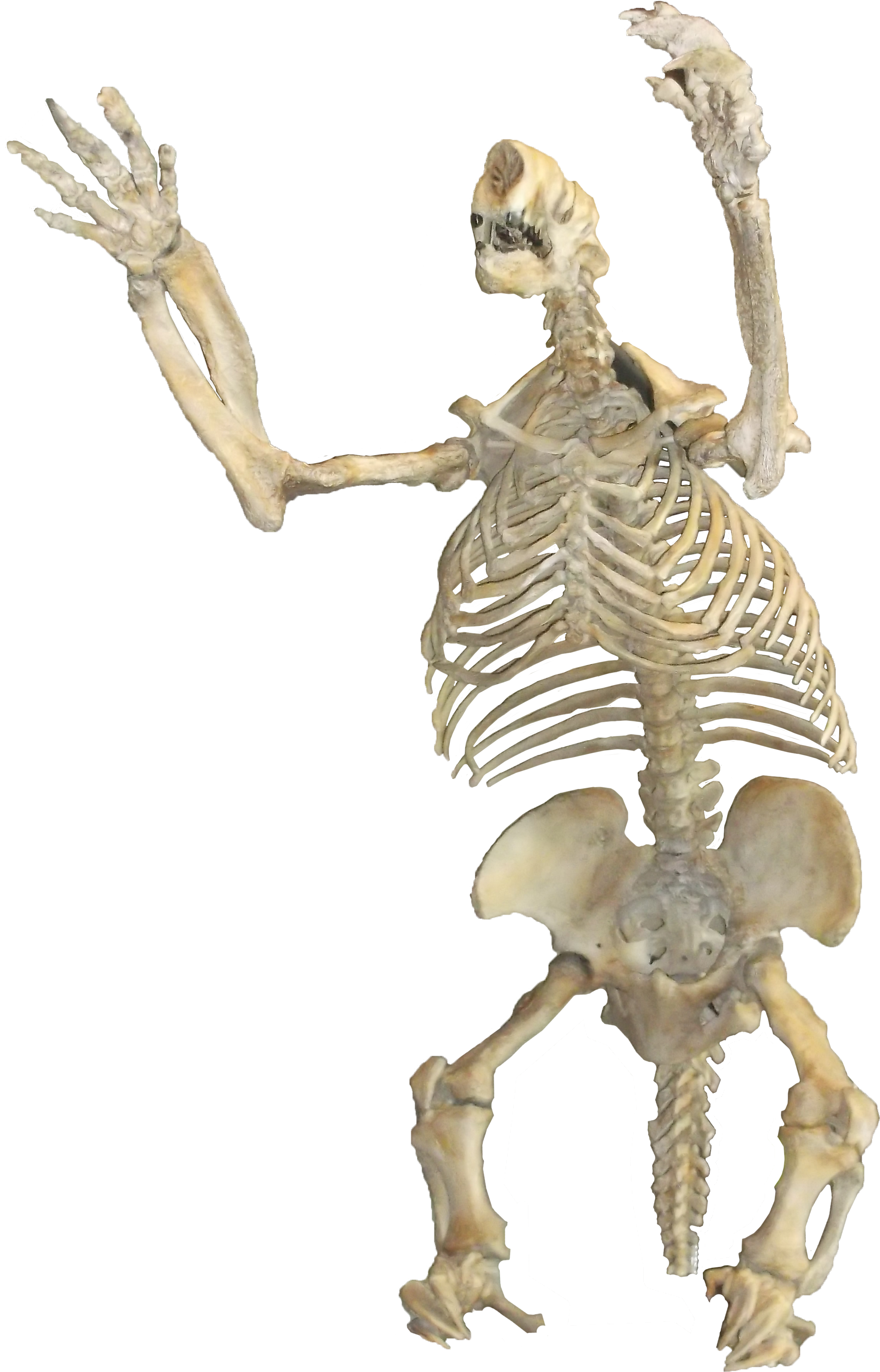
巨爪地懶的骨架

## 下级分类
本科包括以下亚科：
巨爪地懶科 Gervais 1855

### 巨爪地懶亞科
巨爪地懶亞科 Megalonychinae
- †獸懶屬 Ahytherium  (incertae sedis)
- †Australonyx  (incertae sedis)
- †惡魔獸屬 Diabolotherium
- †Megalonychops (incertae sedis)[8]
- †Megistonyx (incertae sedis)
- †Meizonyx (incertae sedis)[9]
- †Nohochichak (incertae sedis)
- †Pliometanastes
- †Sinclairia (sloth) Sinclairia  (疑难名)[10]
- †冥界懶屬 Xibalbaonyx (incertae sedis)
- †Zacatzontli (genus) Zacatzontli  (incertae sedis)[11]
- 巨爪地懶族 Megalonychini 
  - 巨爪地懶亞族 Megalonychina
  - 巨爪地懶下族 Megalonychi
    - †原巨爪地懶屬 Protomegalonyx[12]
    - † 巨爪地懶屬 Megalonyx

### 亞科Ortotheriinae[13]
- †Proschisomotherium
- †Eucholoeops [14]
- †Pseudortotherium
- †Megalonychotherium [15]
- †Paranabradys [16]
- †Pliomorphus [17]
- †Torcellia [18]
- †Ortotherium [19]
- †Menilaus
- †Diodomus [20]

### 其他
- Lakukullus Pujos, De Iuliis, Quispe & Flores, 2014
  - Lakukullus anatisrostratus Pujos et al., 2014[21]